# Gefüllte Butter

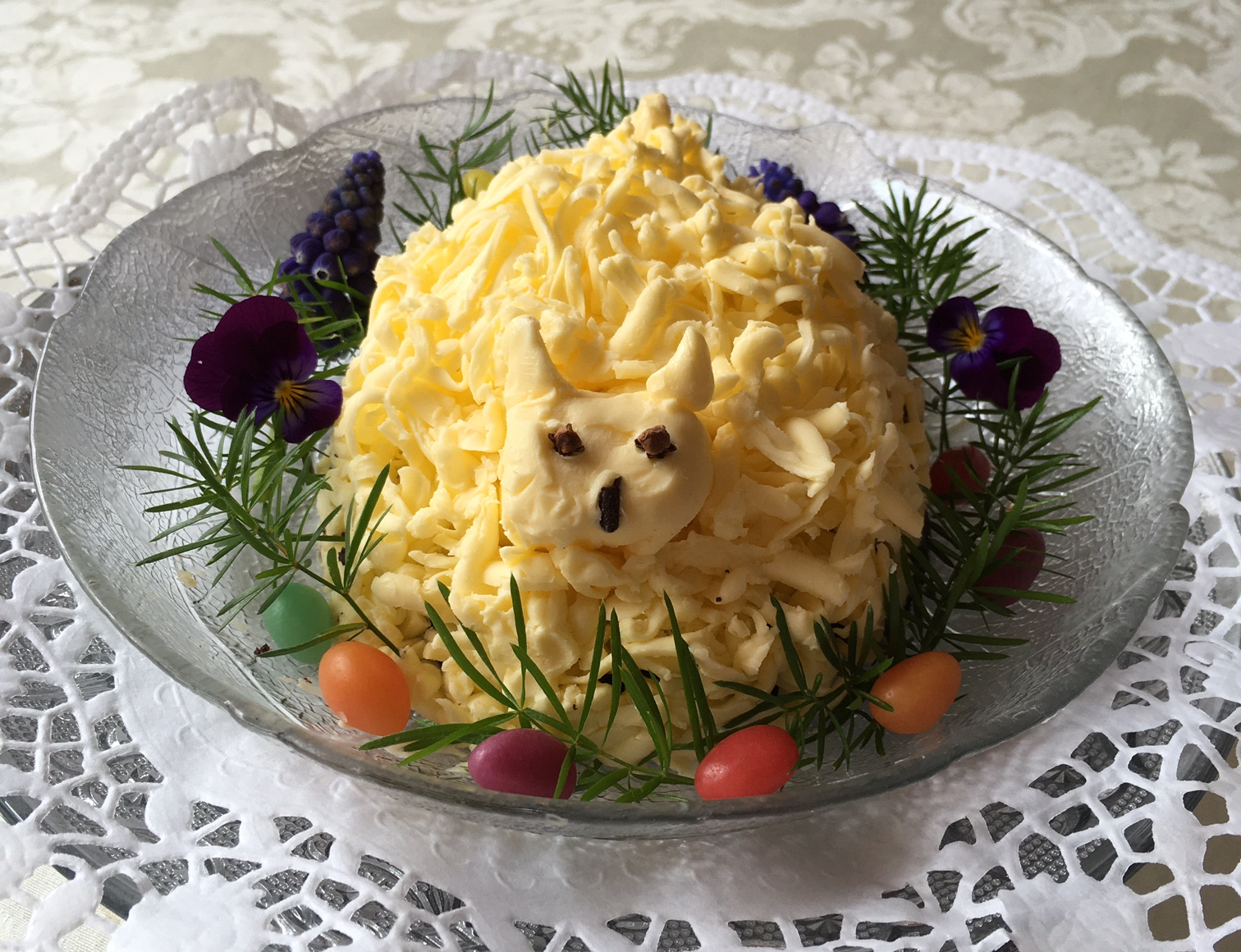
Oster-Butterlamm gefüllt mit Mohn

Gefüllte Butter ist in Kärnten ein Aufstrich, der zu Ostern oder andern besonderen Anlässen wie Hochzeiten oder sogar Totenwachen serviert wird. Traditionell wurde sie verziert und zur österlichen Segnung in den Weihkorb gegeben, bevor sie auf den Ostertisch kam.
Frische Butter wird zu einem Rechteck geformt und mit einem Gemisch aus gestampftem Mohn, Honig, Zucker oder Sirup, Zimt, Zitronenmelisse und etwas Schnaps bestrichen, das ggf. dann in die Butter eingeschlagen wird, um das Ganze anschließend zu einem Striezel zu formen oder in ein Buttermodel zu füllen. Es können auch gekochte passierte Kletzen oder Birnmehl (gewonnen aus Dörrbirnen oder Kletzen) untergemischt werden. In Scheiben geschnitten, wird die gefüllte Butter zu ungesüßtem Weizengebäck (Woazenes) gereicht.
Im Nockgebiet schrieb der Volksglaube der gefüllten Butter eine besonders heilkräftige Wirkung und Steigerung der Lebenskräfte zu.